# 鹰之巢
《鹰之巢》（Alamut）是由弗拉基米尔·巴托尔所著的一本小说，原书为斯洛文尼亚语，于1938年出版。讲述了哈桑·沙巴及他手下所率阿薩辛派的故事，并以他们当时占据的阿剌模忒堡（波斯语，意为鹰巢）堡为其命名。
巴托尔是从上世纪30年代前期有了创作该书的想法。当时他正居住在法国的首都巴黎，并在那里邂逅了斯洛文尼亚的文评家约西普·威玛，正是他向巴尔托介绍了哈桑·沙巴的往事。而南斯拉夫国王亚历山大一世被克罗地亚及保加利亚激进派民族主义者刺杀（据传是意大利法西斯政府授意）的事件更是激化了他的创作欲望。在该书出版的时候，更是在首页，讽刺性地注明了“献给贝尼托·墨索里尼。” 该书最经典的一句座右铭便是“无物可为恒真，手段不存桎梏。”（Nothing is an absolute reality; all is permitted.），也是游戏《刺客信条》系列最初的灵感来源之一。

## 内容介绍
故事的内容被设定在了十一世纪的阿剌模忒堡，当时占据该地的是伊斯玛仪派的首领哈桑·沙巴（别称萨伊度那，意为我们的共主）。在小说的开端，他正准备集结军队，袭击占领伊朗的塞尔柱帝国。小说讲述了应家庭期望加入阿剌模忒军的一位年轻人，伊本·塔希尔的故事。他进入了军中最英勇的部队“斐达荆”，每一位斐达荆都必须无条件听从指令，并在必要的时候牺牲自己完成任务。在受训后，他们开始相信如果他们死在前线，便会立刻飞升天国。哈桑便是靠着蒙骗的手段在军中建立起了绝对权威，他将药物“哈希什”（由大麻制成，有致幻效果的止痛药）发给手下，在他们服用后，将他们带去堡垒后的花园。花园被装点成了天国的模样，甚至有着“霍里”（伊斯兰教中的天女。身段丰满，年岁与任何见到的人相当，眼睛大而传神。个个皆是处女。）的存在。因此，士兵们都相信，是真主安拉授予了哈桑如此权能，能让任何人在一定时间内进入天国。甚至有些斐达荆爱上了自己遇到的霍里，进一步陷入了哈桑的掌控之中。
与此同时，塞尔柱帝国的军队也向阿剌模忒堡发起了进攻。当一部分士兵被俘虏后，哈桑为了向对方展示自己对属下的绝对控制。他命令一对斐达荆（约瑟夫与苏黎曼）自杀；苏黎曼捅死了自己，而约瑟夫则是直接跳下了高塔。正因他们相信自己能够升入天国，他们毫无犹豫地执行了他们共主的命令。在战斗后，哈桑为报复塞尔柱帝国的最高维瑟尔（大臣，旧译“倭色儿”）尼札姆·穆勒克在往日里对他的背叛，命令塔希尔去刺杀穆勒克。伊本·塔希尔捅伤了穆勒克，但在他死前，这位维瑟尔向塔希尔袒露了哈桑的蒙蔽行为。塔希尔决定返回阿剌模忒堡，去刺杀哈桑。在他回到阿剌模忒堡后，哈桑迎接了他，并告诉了他自己的座右铭“无物可为恒真，手段不存桎梏。”。在此之后，他便放走了伊本·塔希尔，让他去周游世界。而另一位斐达荆却是刺杀了塞尔柱帝国的苏丹，一个帝国就这样土崩瓦解，众人都陷入了争夺王位的狂热之中。而哈桑则是将自己关进了高塔，一直谋划着，直到终日来临。他将权力转交给了伊斯玛仪派中的其他人，他信任的达伊（伊斯兰教传教及军政长官）。

## 猜想
當時部分文評家，諸如利諾·萊西薩等人，認為這是巴爾托想藉此激勵在前海灣奧地利抵抗意大利法西斯的反法西斯組織TIGR。據傳，弗拉基米爾·巴爾托很認可該組織的行為。也有另一派人認為，該文是將阿薩辛派的行為與當下的恐怖分子做對比，準確地說，是極端伊斯蘭教徒，並將哈桑·沙巴與其他的恐怖分子頭目做比較。

## 文化影響
小說的劇情便是遊戲《刺客教條》的靈感來源。第一部遊戲中能夠找到許多和書中劇情相似的地方，甚至連小說中的那句座右銘都以另一種翻譯出現在了遊戲中——“無物為真，諸行皆可。”這句話成為了遊戲中刺客兄弟會（虛構的伊斯瑪儀派後人）的重要準則。 作家威廉·S·伯羅斯極為喜愛哈桑·沙巴的故事，並將“無物可為恆真，手段不存桎梏。”及諸多元素放進了他在1959年完成的後現代主義小說《赤裸的午餐》。

## 诸多译本
该书直到2004年才有了英文译本，但在此之前，便有了18种语言的译本。于1946年出版的捷克语译本，1954年出版的塞尔维亚语译本，1988年出版的法语译本，1989年出版的意大利语译本，以及1992年出版的德语译本，1995年出版的波斯语译本，2003年前后出版的阿拉伯语、希腊语、韩语、斯洛伐克语及希伯来语译本，2005年出版的匈牙利语译本，2008年出版的芬兰语译本，2010出版年的土耳其语译本以及2014年出版的马其顿语及立陶宛语译本。